# Louis Lambert
Louis Lambert es una novela escrita en 1832 por el novelista y dramaturgo francés Honoré de Balzac (1799–1850), perteneciente a la sección Estudios filosóficos de la serie de novelas La comedia humana. Ambientada principalmente en una escuela en Vendôme, la novela examina la vida y las teorías de un niño prodigio fascinado por el filósofo sueco Emanuel Swedenborg (1688–1772).
Balzac escribió Louis Lambert durante el verano de 1832, cuando se hospedaba con sus amigos en el castillo de Saché, y publicó tres ediciones sucesivas de la novela con tres títulos diferentes. La obra tiene una trama mínima y se centra principalmente en las ideas metafísicas del niño prodigio protagonista y su único amigo (de quien al final se revela que es el propio autor). A pesar de que esta obra no es un ejemplo relevante del estilo realista por el cual Balzac se hizo famoso, la novela ayuda a comprender la niñez y adolescencia del autor. El uso de acontecimientos y detalles concretos de la vida del escritor (incluyendo los castigos impuestos por parte de sus profesores y el ostracismo social que sufrió en la escuela) hacen pensar que esta novela es una autobiografía ficcionalizada.
Mientras estudiaba en Vendôme, Balzac escribió un ensayo titulado Tratado de la voluntad, que figura en la novela como redactado por el joven Lambert. El ensayo trata sobre la filosofía de Emanuel Swedenborg y de otros, aunque Balzac no profundizaría en muchos de estos conceptos metafísicos hasta muchos años después. Entre las ideas analizadas en el ensayo y en otras partes de la novela están: la separación de la existencia espiritual y corporal, la presencia de ángeles y la iluminación espiritual y la interacción entre el genio y la locura.
Aunque varios críticos criticaron con dureza la novela, Balzac siguió creyendo firmemente que con esta obra aportaba un punto de vista importante a la filosofía, especialmente a la metafísica. Cuando desarrolló el esquema de La comedia humana, situó Louis Lambert en la sección Estudios filosóficos, y más tarde volvió sobre los mismos temas en su novela Séraphîta, acerca de una angelical criatura andrógina.

## Antecedentes
En 1832, Honoré de Balzac había empezado a hacerse una reputación como escritor. Siendo el segundo de cinco hijos, fue enviado al Colegio Oratorio de Vendôme a la edad de ocho años. Regresó de la escuela seis años después, enfermo y débil. Prosiguió sus estudios con tutores y en escuelas privadas por dos años y medio, y más tarde ingresó a La Sorbona, en París. Después de desempeñarse como pasante de abogado durante tres años, se mudó a una pequeña buhardilla en 1819 y empezó a escribir.
Sus primeras obras, publicadas bajo diferentes pseudónimos, fueron novelas comerciales de impresión barata. En 1829 finalmente firmó con su propio nombre una novela, titulada Los chuanes, que tuvo un éxito discreto, aunque sus beneficios no fueron suficientes para compensar las considerables deudas del autor. Alcanzó la fama poco después con una serie de novelas entre las que cabe citar La fisiología del matrimonio (1829), Sarrasine (1830) y Piel de zapa (1831).
En 1831 Balzac publicó un relato titulado "Los proscritos", acerca de dos poetas llamados Dante y Godefroid de Gand que estudiaron en La Sorbona a comienzos del siglo XIV. Esta obra trata cuestiones de metafísica y de misticismo, particularmente la búsqueda espiritual de la iluminación. En su juventud, Balzac había recibido la influencia del filósofo sueco Emanuel Swedenborg, cuyas teorías impregnan "Los proscritos". El relato se publicó en 1831, junto con Piel de zapa que también trata temas de metafísica, como parte de una colección de relatos titulada Novelas e historias filosóficas.

## Escritura y publicación

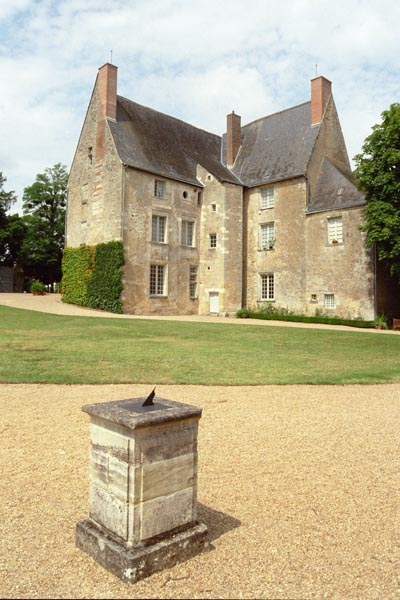
Balzac escribió Louis Lambert mientras se hospedaba en el castillo de Saché, cerca de Tours.

En mayo de 1832, Balzac sufrió una lesión en la cabeza cuando su tílburi se estrelló en una calle de París. Aunque no quedó herido de gravedad, le escribió a un amigo sobre su temor de que "algunos de los engranajes del mecanismo de mi cerebro puedan estar desajustados". Su médico le ordenó descansar y dejar temporalmente la escritura y otras actividades mentales. Cuando se recuperó, pasó el verano en el castillo de Saché, en las afueras de las ciudad de Tours, con un amigo de la familia, Jean de Margonne.
Mientras estaba en Saché, escribió una novela corta llamada Notice biographique sur Louis Lambert (Noticia biográfica sobre Louis Lambert), acerca de un niño prodigio interesado por la metafísica. Al igual que Los proscritos, Louis Lambert fue para Balzac el vehículo con el cual explorar varias teorías por las cuales sentía un gran aprecio, particularmente las de Emanuel Swedenborg y de Louis Claude de Saint-Martin. El autor esperaba que la obra llegase a "producir un efecto de incontestable superioridad" y que fuese "una gloriosa refutación" a los críticos que habían ridiculizado su interés por la metafísica.
La novela se publicó por primera vez como parte de los Nuevos cuentos filosóficos, a finales de 1832, pero a comienzos del año siguiente el propio autor declaró que esto había sido como "un desgraciado aborto involuntario" y comenzó a reescribirlo. Durante el proceso, Balzac recibió la ayuda de un gramático que hizo de corrector de pruebas, el cual encontró "mil errores" en el texto. Una vez que regresó a su casa, el autor, "gritó con la desesperación y la rabia que se apoderan de ti cuando descubres tus errores después de haber trabajado tan duro".
Una versión muy revisada y ampliada, Histoire intellectuelle de L.L. ("Historia intelectual de L.L.") se publicó en un solo volumen en 1833. Balzac, todavía insatisfecho, continuó modificando el texto de la obra (como lo hacía a menudo entre ediciones) e incluyó una serie de cartas escritas por el niño prodigio, así como también una detallada descripción de sus teorías metafísicas. La edición final apareció como Louis Lambert, incluida junto con Los proscritos y una obra posterior llamada Séraphîta, en un volumen titulado El libro místico (Le livre mystique).

## Sinopsis

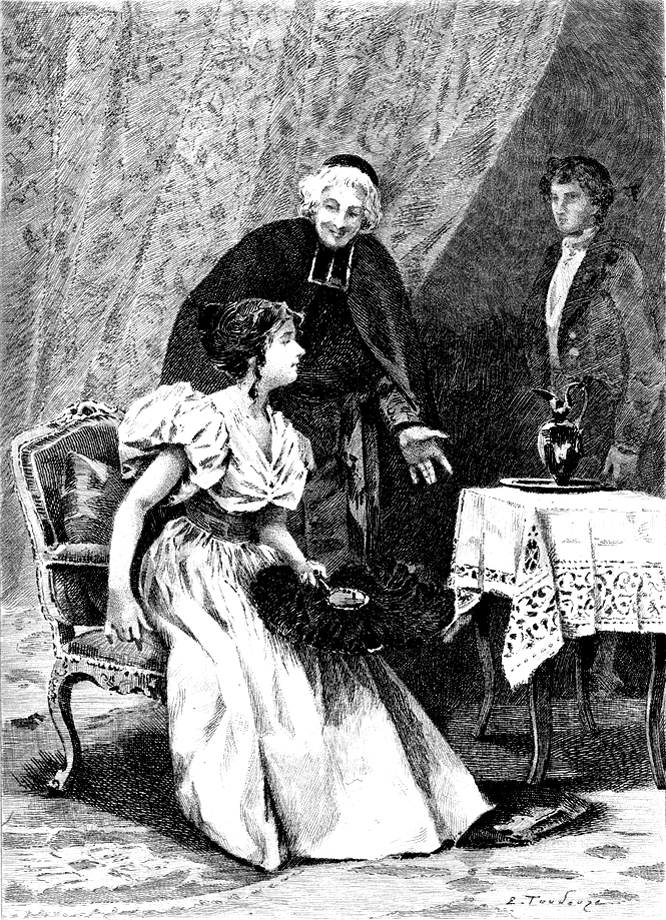
Ilustración de Louis Lambert por George Barrie & Son en 1897.

La novela comienza con una rápida descripción de los orígenes del personaje principal. Louis Lambert, único hijo de un curtidor y de su esposa, nace en 1797 y comienza a leer a una temprana edad. En 1811 Lambert conoce a la autora suiza Madame de Staël, que realmente existió y vivió entre 1766 y 1817. Staël, asombrada por el intelecto del joven, paga sus estudios en el Collège de Vendôme. Allí el joven Lambert conoce al narrador de la historia, un compañero de clase a quien llama "el Poeta", más tarde identificado como el propio Balzac; ambos se hacen rápidamente amigos. Evitados por los otros estudiantes y regañados por los profesores por no prestar atención en las clases, los muchachos entablan una estrecha amistad a través de discusiones de filosofía y de misticismo.
Tras haber terminado un ensayo titulado Tratado de la voluntad, Lambert se horroriza cuando uno de sus profesores se lo confisca, lo califica de "basura" y, al menos según cree el narrador, se lo vende a un tendero local. Poco después, una seria enfermedad obliga al narrador a dejar la escuela. En 1815, Lambert se gradúa, a la edad de dieciocho años, y vive durante tres años en París. Después de volver a la casa de su tío en Blois, conoce a una hermosa mujer llamada Pauline de Villenoix, de la cual se enamora apasionadamente. Sin embargo, un día antes de su boda, Lambert sufre una crisis mental e intenta castrarse.
Declarado "incurable" por los médicos, se prescribe al joven Lambert soledad y descanso. Pauline lo lleva al castillo familiar, donde Louis vive en un estado muy similar al coma. El narrador, ignorante de estos sucesos, conoce al tío de Lambert por casualidad, y éste le entrega una serie de cartas escritas por Louis en la época que este se encontraba en París y en Blois, en las cuales continúa sus reflexiones filosóficas y describe el amor que sentía por Pauline. El narrador visita a su viejo amigo en el castillo de los Villenoix, donde el decrépito Lambert se limita a decir: "Los ángeles son blancos". Pauline comparte con el narrador una serie de declaraciones que su amado le había dictado. Lambert finalmente muere el 25 de septiembre de 1824 a la edad de veintiocho años.

## Estilo
Los acontecimientos en la vida de Louis Lambert pasan a un segundo plano ante las extensas discusiones sobre filosofía (especialmente metafísica) y sobre la emoción humana. Puesto que esta novela no emplea la misma clase de realismo por la cual Balzac llegó a ser famoso, ha sido considerada una de "sus obras más difusas y menos valiosas". En tanto que muchos de los relatos de Balzac se centran en el mundo exterior, Louis Lambert se ocupa de varios aspectos del proceso del pensamiento y de la vida mental. Muchos críticos, sin embargo, condenan el estilo desorganizado del autor y la colocación de sus propias filosofías maduras en la mente de un adolescente.

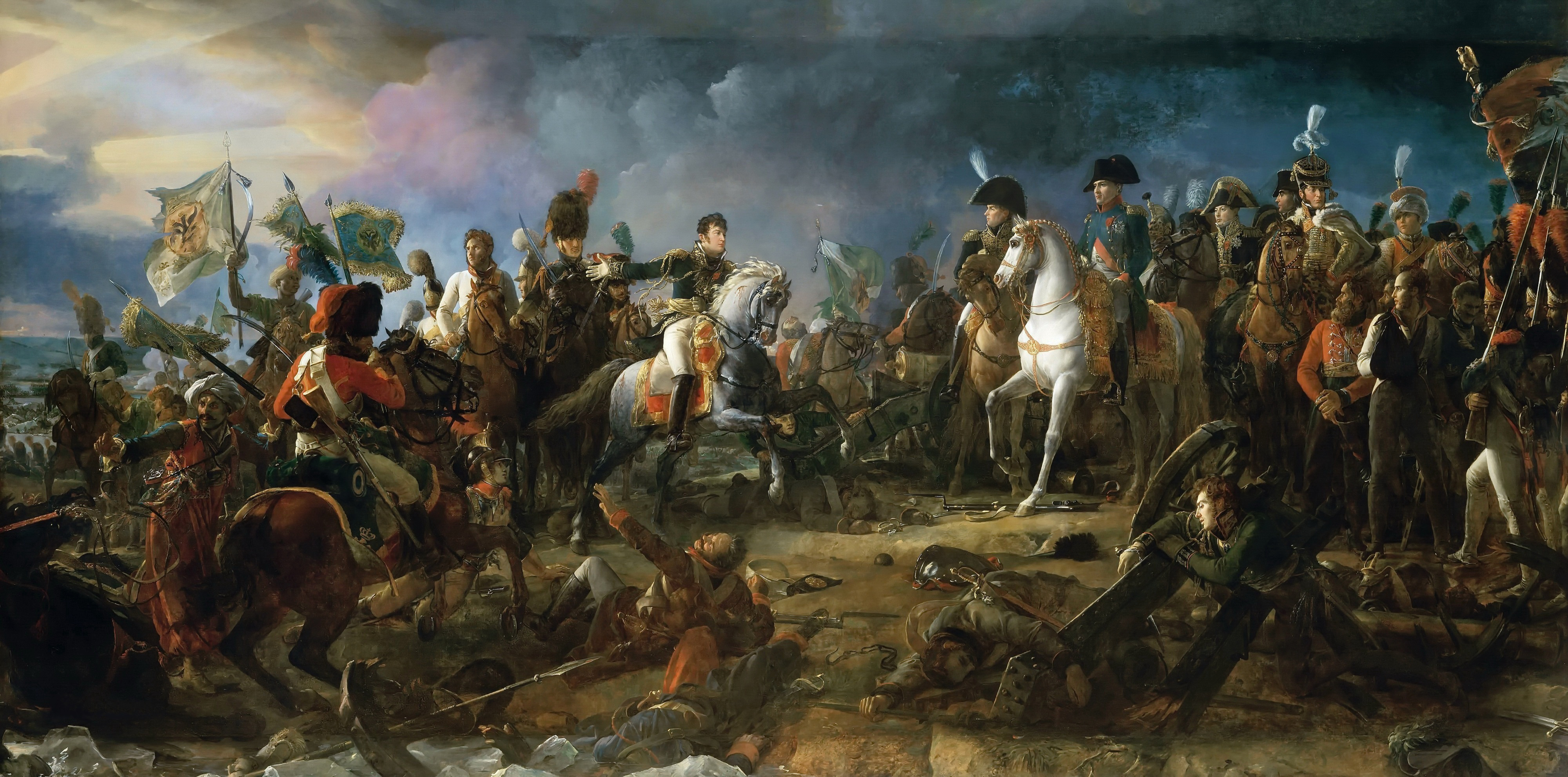
La capacidad de Louis Lambert de sentirse presente en la batalla de Austerlitz (aquí representada en un lienzo de François Gérard) refleja el uso del realismo propio de Balzac.

No obstante, rasgos del estilo realista característico de Balzac pueden encontrarse en el libro, especialmente en las descripciones de primera mano del Collège de Vendôme. La primera parte de la novela está repleta de detalles sobre la escuela, describiendo cómo se inspeccionaban las habitaciones y las complejas reglas sociales para intercambiar platos a la hora de la cena. Los castigos también se describen extensamente, por ejemplo las aburridas tareas de escritura y el doloroso empleo de la correa:

De todos los tormentos físicos a los cuales nos expusieron, los más agudos eran los infligidos por aquel instrumento de cuero, de casi dos dedos de ancho, el cual lo aplicaban en nuestras pequeñas pobres manos con toda la fuerza y toda la furia del administrador... Para endurecer aún más esta forma clásica de corrección, la víctima tenía que arrodillarse en medio del cuarto, luego tenía que dejar esta postura para irse a arrodillarse cerca del escritorio del maestro, bajo las miradas curiosas y generalmente sin piedad de sus compañeros... Algunos muchachos gritaban y soltaban lágrimas amargas antes o después de la aplicación de este castigo; otros aceptaban la imposición con una estoica calma... pero pocos podían controlar una expresión de angustia en la anticipación.

Otras muestras del realismo de Balzac aparecen cuando Lambert describe su capacidad de experimentar acontecimientos únicamente utilizando su pensamiento. En un extenso pasaje, el joven describe, al leer sobre la batalla de Austerlitz, "cada incidente" en esta historia. En otros, Lambert se imagina el dolor físico que le causaría un cuchillo cortando su piel. Como indica André Maurois, biógrafo de Balzac, estas reflexiones permiten comprender el punto de vista del autor sobre el mundo y sus representaciones escritas.

## Temática

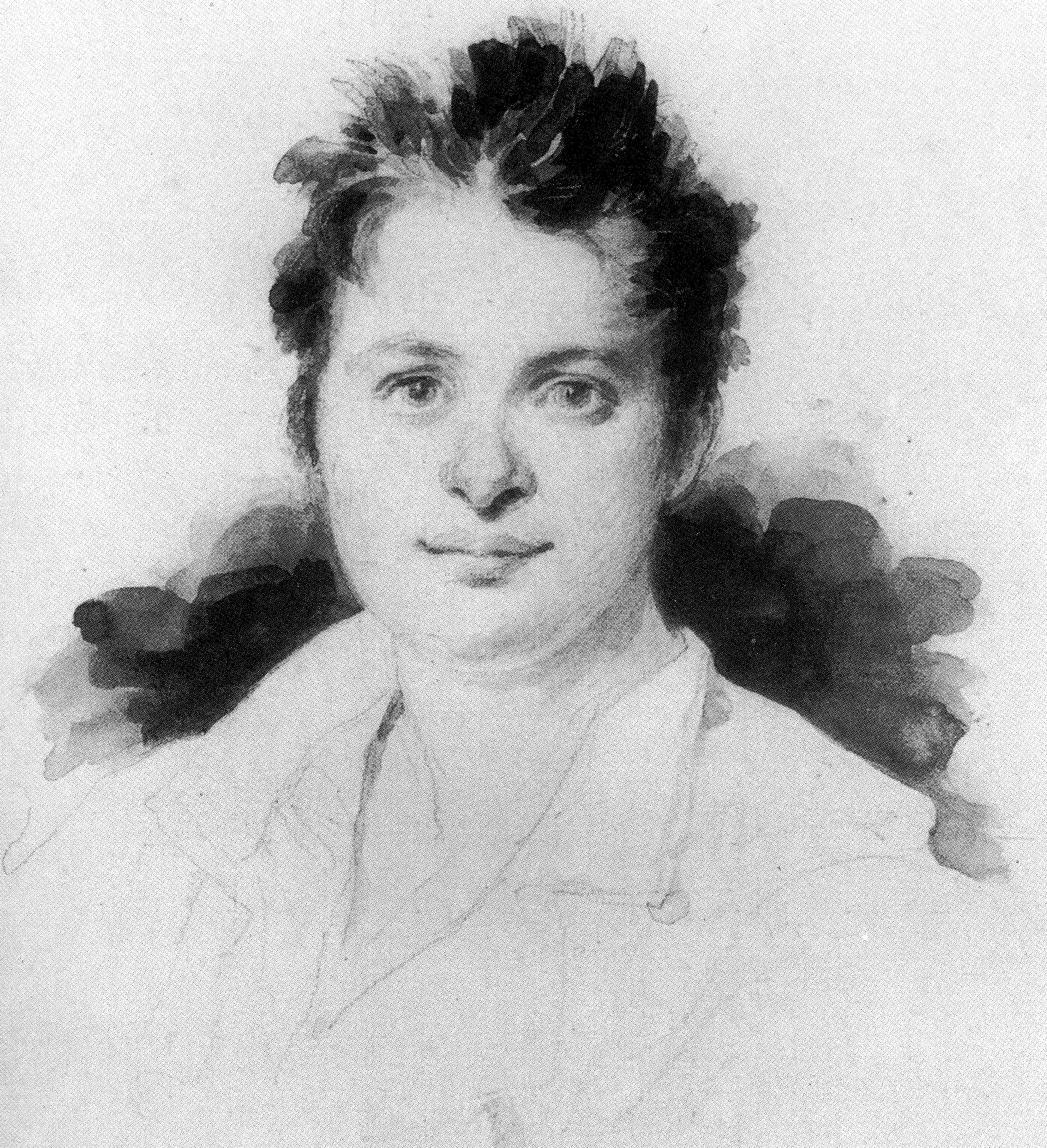
Balzac a los 25 años de edad, aproximadamente. El autor describe a Louis Lambert como "de complexión menuda, de casi cinco pies de altura", y con "el cabello de un hermoso negro brillante, con abundantes rizos".

### Autobiografía
Biógrafos y críticos están de acuerdo en que el personaje de Louis Lambert es una imagen apenas velada del propio autor, hecho que queda en evidencia por las numerosas similitudes entre ambos. Cuando estudiaba en el Collège de Vendôme, Balzac fue amigo de un muchacho llamado Louis-Lambert Tinant. Como el protagonista de su novela, el autor sufrió una crisis de fe coincidiendo con su primera comunión. Balzac leía vorazmente cuando era estudiante, y, al igual que Lambert, fue a menudo castigado por su mal comportamiento. Los detalles exactos de la escuela también reflejan la época en la que Balzac estuvo allí: según lo descrito en la novela, se permitía a los estudiantes tener palomas y cultivar jardines, y se pasaban las vacaciones en las residencias de estudiantes.
El ensayo de Lambert sobre metafísica, Tratado de la Voluntad, es otra referencia autobiográfica. El propio Balzac escribió este opúsculo cuando era joven, y, del mismo modo que en la novela, un profesor enojado se lo confiscó. El genio y la erudición filosófica de Lambert son reflejos del concepto que de sí mismo tenía el autor. De manera similar, algunos críticos y biógrafos han sugerido que la locura de Lambert refleja (conscientemente o no) la inestabilidad mental de Balzac. Sus propósitos de presentarse candidato para el parlamento y otras ambiciones no literarias llevaron a los observadores de su época a dudar de su cordura.
Las numerosas cartas que en la novela se atribuyen a Lambert también se basan en la vida del novelista. Después de acabar la primera versión del libro, Balzac intentó conquistar el corazón de la Marquise de Castries enviándole una carta de amor fragmentaria tomada del libro. Por otra parte, las cartas de Lambert enviadas a su tío acerca de su vida en París entre 1817 y 1820 reflejan los propios sentimientos de Balzac mientras estudiaba en La Sorbona.

### Swedenborg y la metafísica

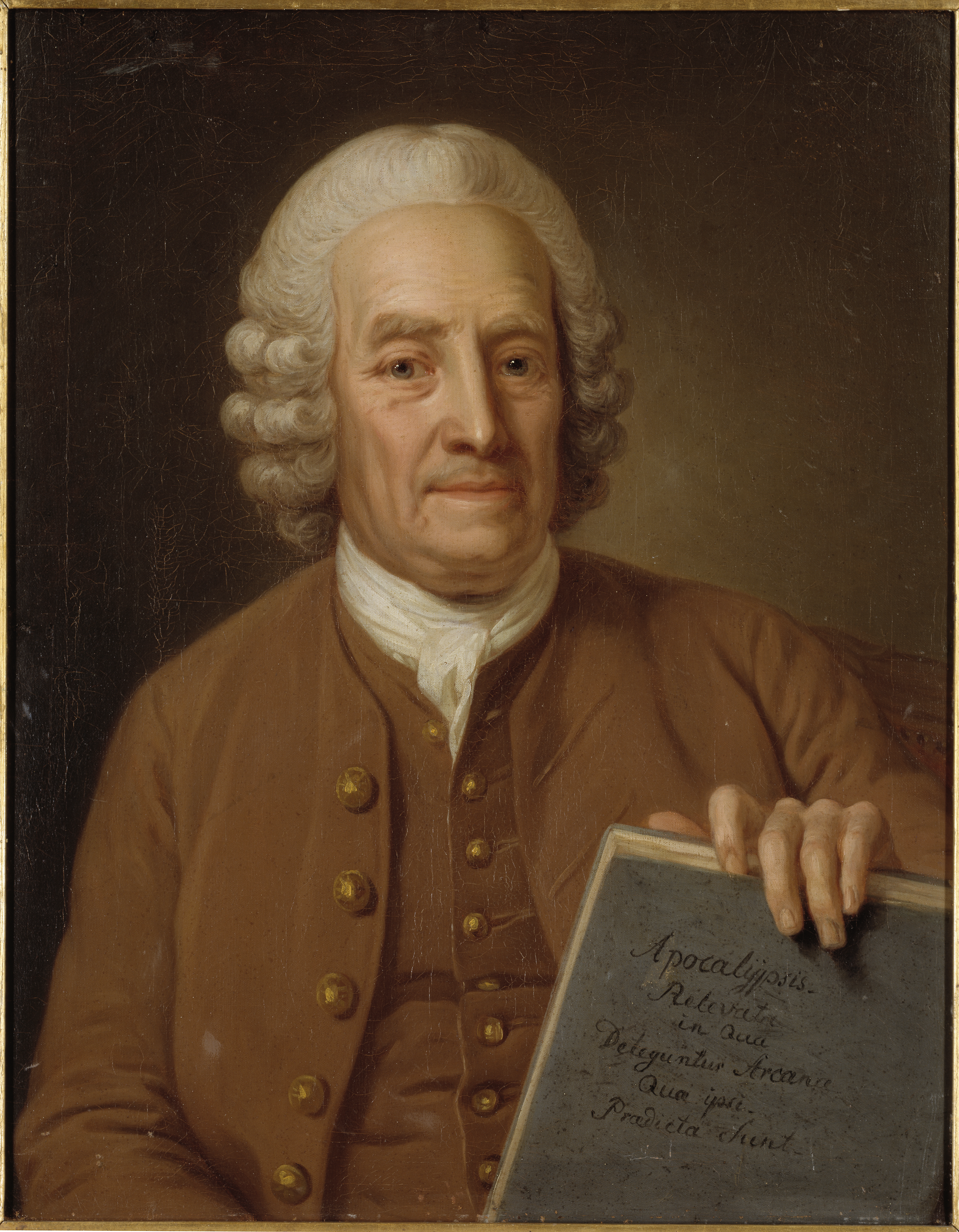
Las obras de Emanuel Swedenborg, especialmente Del Cielo y sus maravillas y el Infierno, tuvieron una gran influencia sobre el niño prodigio Louis Lambert.

Las ideas del filósofo sueco Emanuel Swedenborg (y de su discípulo Louis Claude de Saint-Martin) son fundamentales en Louis Lambert. El protagonista deja impresionada a Madame de Staël cuando lo encuentra en un parque leyendo el tratado metafísico de Swedenborg De Caelo et Ejus Mirabilibus et de inferno, ex Auditis et Visis. (Del Cielo y sus maravillas y el Infierno), de 1758. Las ideas del escritor sueco aparecen reproducidas a lo largo de la novela en los propios comentarios de Lambert acerca de la mente, el alma, y la voluntad. Fundamental es la idea de la división del ser humano en ser interior y ser exterior. El ser exterior, sujeto a las fuerzas de la naturaleza y estudiado por la ciencia, se manifiesta en Lambert como un muchacho frágil y enfermizo. El ser interior, en cambio, consiste en lo que Lambert describe como "la sustancia material del pensamiento", y sirve como la verdadera vida a la cual él se traslada gradualmente a lo largo de la novela.
Se exploran los conceptos de Swedenborg en relación con el lenguaje, el dolor, la memoria y los sueños. Por ejemplo, cuando los estudiantes van de excursión al cercano castillo de Rochambeau, Lambert, que nunca había visitado el castillo, tiene sin embargo vívidos recuerdos del lugar gracias a un sueño. Creyendo que su espíritu había visitado el castillo mientras su cuerpo dormía, él atribuye esta experiencia a "una separación completa de mi cuerpo y de mi ser interior" y a "una cierta facultad locomotora inescrutable en el espíritu con efectos que se asemejan a los de la locomoción del cuerpo".
Al igual que sus héroes, Swedenborg y Saint-Martin, Balzac intenta en Louis Lambert construir una teoría viable para unificar el espíritu y la materia. Éste es el objetivo del Tratado de la voluntad del joven Lambert, el cual, habiendo sido confiscado por uno de sus profesores, es descrito por el narrador:

La palabra Voluntad la usó para implicar... la masa de la energía por la cual el hombre puede reproducir, fuera de sí, las acciones que constituyen su vida externa.... La palabra Mente, o Pensamiento, el cual él miró como el producto quintaesencial de la voluntad, también representó el medio en el cual las ideas originan a qué pensamiento da la sustancia...

Así la Voluntad y la Mente eran las dos fuerzas de generación; la Volición y la Idea eran los dos productos. Volición, él pensó, que era la Idea desarrollada de un estado abstracto a un estado concreto, de su fluido generativo a una expresión sólida... Según él, la Mente y las Ideas son el movimiento y el resultado de nuestra organización interna, tal cual como la Voluntad y la Volición lo son de nuestra actividad externa. Él dio precedencia a la Voluntad sobre la Mente.

La exploración de la voluntad y el pensamiento humanos se relaciona con el interés de Balzac por Franz Anton Mesmer, que postuló la teoría del magnetismo animal, una fuerza que fluye entre los seres humanos. El narrador invoca a Mesmer dos veces en el texto, y describe una sección del Tratado de la voluntad que refleja la teoría del magnetismo animal.

### Religión
La crisis espiritual que sufrió Balzac coincidiendo con su primera comunión lo llevó a explorar a los primeros pensadores cristianos y la cuestión del mal. Como señala el crítico francés Philippe Bertault, mucho del misticismo de Louis Lambert se relaciona con el del cristianismo primitivo. En sus cartas, Lambert describe sus investigaciones sobre las filosofías del cristianismo, del hinduismo, del budismo, del Islam, y del confucionismo, entre otras. Descubriendo las semejanzas entre estas tradiciones, él declara que Swedenborg "es indudablemente la personificación de todas las religiones -o más bien de la única religión- de la humanidad". La misma teoría subyace en los esfuerzos de Balzac, en Louis Lambert y en otros textos, por complementar sus creencias cristianas con un misticismo ocultista y un realismo laico.
La propia Iglesia es uno de los temas de meditación de Lambert, especialmente en relación con los primeros mártires cristianos. La división entre realidades interiores y exteriores, sugiere, sirve para explicar la capacidad de aquellos que son torturados y mutilados para escapar del sufrimiento físico con la voluntad del espíritu. Como dice Lambert: "¿Acaso los fenómenos observados en casi todos los casos de tormentos tan heroicamente aguantados por los primeros cristianos para el establecimiento de la fe, no probaron ampliamente que la fuerza material nunca prevalecerá contra la fuerza de las Ideas o la Voluntad del hombre?". Esta fractura interior/exterior también sirve para explicar los milagros atribuidos a Jesús, que Lambert considera un "perfecta" representación de la unidad entre las dos formas de ser.

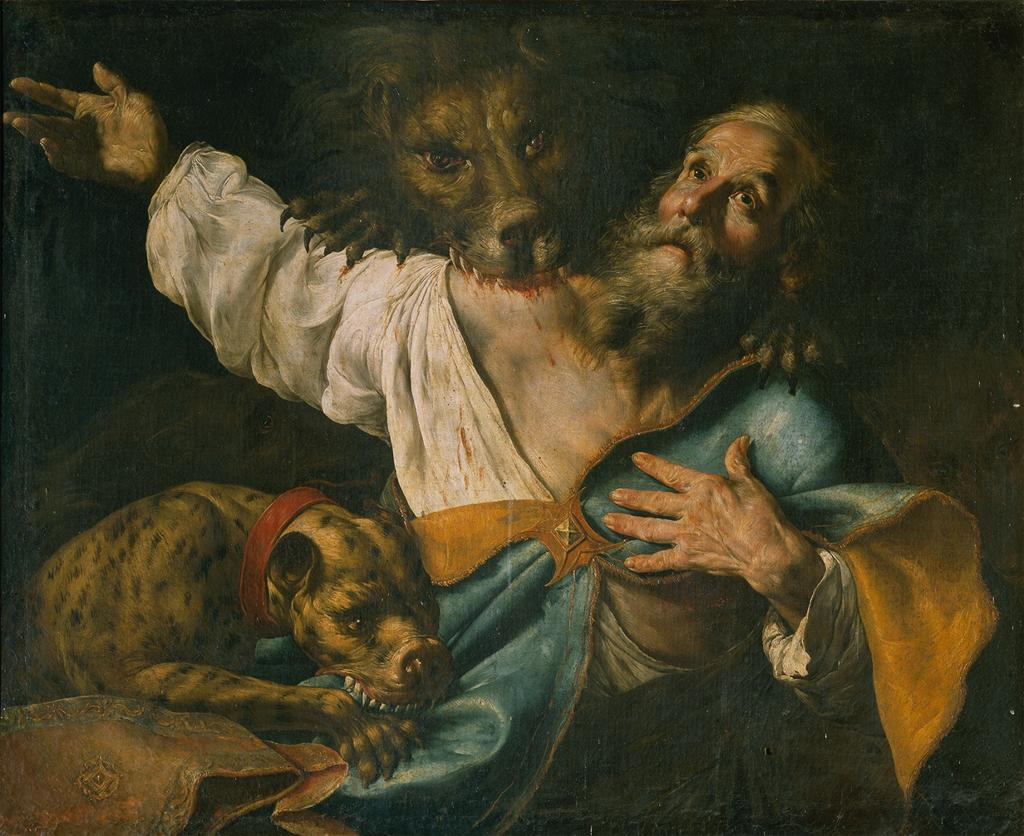
La capacidad de los mártires cristianos, como Ignacio de Antioquía, devorado por los leones, para escapar del sufrimiento a través de la fe es descrita por Louis Lambert como prueba de su Tratado de la Voluntad.

El tema religioso aparece más adelante en pasajes que hacen referencia a los ángeles. Hablando del contenido de la obra El Cielo y sus Maravillas y el Infierno de Swedenborg, Lambert intenta convencer al narrador de la existencia de los ángeles, descritos como "un individuo en el cual el ser interior conquista el ser exterior". El mismo niño prodigio es presentado como un ejemplo de este proceso: su cuerpo físico se marchita y enferma, al mismo tiempo que crece su iluminación espiritual, que alcanza su punto culminante con el comentario que le hace al narrador: "Los ángeles son blancos". Pauline, por otro lado, es descrita como "el ángel" y el "ángel-mujer". Los estados angelicales paralelos de Louis y Pauline se fusionan en lo que el crítico Charles Affron llama "una especie de matrimonio perfecto, un lazo espiritual que atraviesa este mundo y el próximo". Balzac volvió más adelante a la cuestión de los ángeles en otras obras incluidas en los Estudios filosóficos, sobre todo en Séraphîta.

### Genialidad y locura
Convencido de que era un genio, Balzac se sirvió de su novela Louis Lambert para explorar las dificultades de los genios para desenvolverse en la sociedad, así como sus frecuentes caídas en la locura. Quedó muy afectado cuando, en Vendôme, vio deteriorarse gravemente la salud mental de un condiscípulo. La locura de Lambert se manifiesta de forma vívida en su tentativa de autocastración, seguido por varios años en estado catatónico. Esta transformación es en cierto sentido un subproducto de su genialidad: como su brillantez es condenada por los profesores e incompatible con la compañía de los otros niños, Lambert se siente rechazado por el mundo. No encuentra más éxito en París, donde se ve obligado a "comer mi propio corazón en miseria". Se transforma en un vegetal, borrado por completo del mundo físico.
Como reflejo del propio Balzac, Lambert también encarna la visión que el autor tiene de sí mismo como un escritor brillante, pero que alberga sospechas acerca de su salud mental. Algunos de sus relatos y declaraciones públicas, al igual que la caída que sufrió antes de escribir la novela, han llevado a algunos comentaristas a cuestionar la cordura de Balzac. La locura del protagonista en Louis Lambert parece abonar esta hipótesis. Como escribe el biógrafo Graham Robb: "Era típico de Balzac apagar el fuego con petróleo".

## Recepción y legado

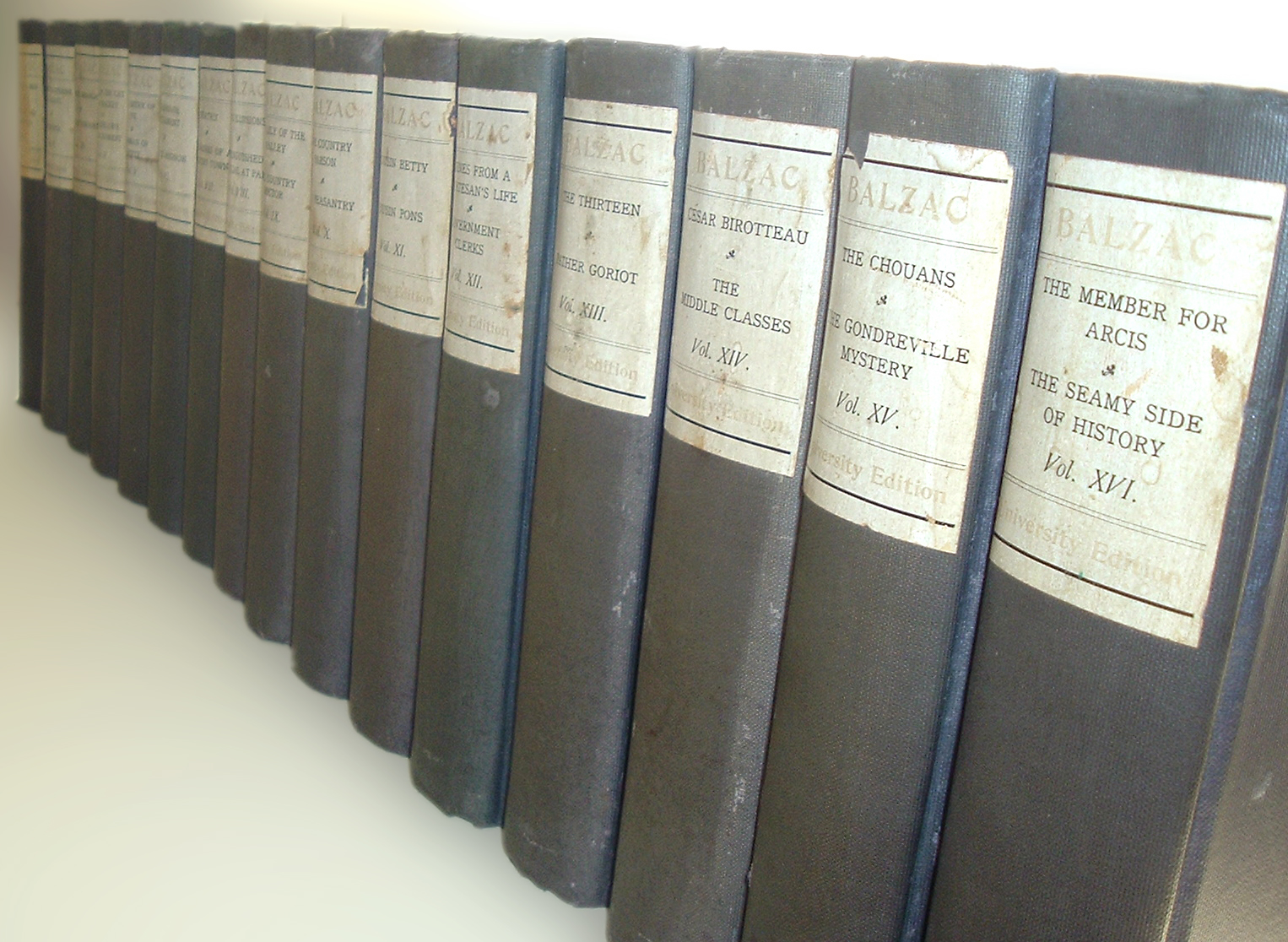
La secuencia de novelas de Balzac: La Comédie humaine.

Balzac estaba extremadamente orgulloso de Louis Lambert y creía que representaba elegantemente sus variados intereses en filosofía, misticismo, religión, y ocultismo. Cuando envió un primer borrador a su amante de aquel entonces, ella predijo la recepción negativa de la obra. "Deja a todo el mundo que te vea, querido mío", escribió ella, "pero no les pidas a gritos que te admiren, porque entonces las más poderosas lentes de aumento se dirigirán hacia ti, y, ¿qué pasa con el objeto más exquisito cuando se pone debajo de un microscopio?". La reacción de la crítica fue aplastantemente negativa, debido sobre todo a la falta de estructura narrativa del libro. El crítico conservador Eugène Poitou, por su parte, acusó a Balzac de carecer de auténtica fe y de retratar a la familia francesa como una institución vil.
Balzac no se inmutó por las reacciones negativas; refiriéndose a Louis Lambert y las otras obras de El libro místico, escribió: " Esos son libros que he creado para mí y para unos pocos". Aunque fue a menudo crítico con la obra de Balzac, Gustave Flaubert fue influenciado —quizá inconscientemente— por el libro. Su relato "La Spirale", escrito en los años 1850 tiene una gran semejanza argumental con Louis Lambert.
Mientras las tres ediciones de Louis Lambert se revisaban y publicaban, Balzac desarrollaba un esquema para organizar todas sus novelas, tanto las ya escritas como las todavía en proyecto. Llamó al esquema La comedia humana, y lo imaginó como una mirada panorámica a todos los aspectos de la vida francesa la época. Situó Louis Lambert en la sección Estudios filosóficos, en la que  permaneció durante los quince años que duró su perfeccionamiento del proyecto. Volvió a los temas que se tratan en la novela en su posterior trabajo Séraphîta, que narra las penalidades de una criatura angelical andrógina. Balzac hizo aparecer además a Lambert y a su amante, Pauline, en obras posteriores (como solía hacer con los personajes de sus primeras novelas), especialmente en la historia "Un drama a orillas del mar" ("Un drame au bord de la mer").